# Bobby Speight
Robert Wilton "Bobby" Speight, Sr (Raleigh, Carolina del Norte, 7 de octubre de 1930 - Richmond, Virginia, 1 de marzo de 2007) fue un baloncestista estadounidense que jugó durante dos temporadas en la Amateur Athletic Union. Con 2,03 metros de altura, lo hacía en la posición de alero.

## Trayectoria deportiva

### Universidad
Jugó tres temporadas con los Wolfpack de la Universidad Estatal de Carolina del Norte, en las que promedió 14,0 puntos y 10,4 rebotes por partido. En las dos últimas fue incluido en el mejor quinteto de la Southern Conference. Fue además segundo equipo All-American para la revista Collier's y tercero para Associated Press en 1953.

### Profesional
Fue elegido en la novena posición del Draft de la NBA de 1953 por Baltimore Bullets, pero decidió jugar con los Phillips 66ers de la Amateur Athletic Union. Tras dos temporadas, tuvo que cumplir con el servicio militar, y a su regreso se olvidó del baloncesto para fundar una compañía de transportes en la que trabajó hasta su jubilación en 2005. Falleció dos años más tarde, víctima de un cáncer.